# Henryk Rafalski
Henryk Rafalski (ur. 17 lutego 1925 w Łodzi, zm. 6 listopada 2019 tamże) – polski lekarz, nauczyciel akademicki, polityk i działacz społeczny.

## Życiorys
Syn Antoniego i Marianny. W latach 1942–1945 był żołnierzem Batalionów Chłopskich i Armii Krajowej. Świadectwo dojrzałości otrzymał w Opocznie w 1945. Ukończył studia na wydziale lekarskim Akademii Medycznej w Łodzi w 1952. W 1960 uzyskał stopień doktora medycyny, w 1965 stopień doktora habilitowanego, tytuł profesora nadzwyczajnego w 1972, a tytuł profesora zwyczajnego w 1982. W latach 1957–1959 odbył studia podyplomowe w dziedzinie żywności i żywienia oraz zdrowia publicznego w London School of Hygiene and Tropical Medicine. Od 1957 do 1958 był w Wielkiej Brytanii stypendystą Światowej Organizacji Zdrowia.
W latach 1950–1968 oraz 1970–1995 pracował w Akademii Medycznej w Łodzi kolejno jako asystent, starszy asystent i adiunkt, a w 1962 został kierownikiem Zakładu Higieny. W latach 1970–1980 był wicedyrektorem Instytutu Medycyny Społecznej AMŁ. W latach 1972–1981 był prorektorem AMŁ.
W latach 1964–1970 kierował Instytutem Medycyny Pracy i Higieny Wsi im. Witolda Chodźki w Lublinie. W tym czasie Instytut prowadził badania w zakresie organizacji ochrony zdrowia ludności wiejskiej oraz zwalczania chorób występujących w tym środowisku. Był założycielem czasopisma naukowego „Medycyna Wiejska” i jego redaktorem naczelnym w latach 1966–1970.
W marcu 1945 wstąpił do Stronnictwa Ludowego, z którym w listopadzie 1949 przystąpił do Zjednoczonego Stronnictwa Ludowego. Pełnił w partiach liczne funkcje, m.in. zasiadał w Naczelnym Komitecie ZSL (1959–1984) oraz był prezesem (1959–1960) i wiceprezesem (1981–1984) Wojewódzkiego Komitetu tej partii w Łodzi. Działał także (pełniąc szereg funkcji) w organizacjach młodzieżowych: w Związku Młodzieży Wiejskiej RP „Wici” (1945–1948), Związku Młodzieży Polskiej (1948–1952) i ZMW (1956–1960). Od 1967 do 1970 zasiadał w prezydium Wojewódzkiego Komitetu Frontu Jedności Narodu w Lublinie. W latach 1972–1985 był posłem na Sejm PRL VI, VII i VIII kadencji. Zasiadał w Komisji Ekologii Człowieka Polskiej Akademii Nauk i Komisji Żywienia Człowieka Polskiej Akademii Nauk. Był członkiem Prezydium Rady Naukowej przy Ministrze Zdrowia i Opieki Społecznej oraz członkiem Rady Gospodarki Żywnościowej przy Radzie Ministrów.
Pochowany na cmentarzu katolickim św. Wojciecha w Łodzi.

## Publikacje
Henryk Rafalski był autorem lub współautorem 255 publikacji, w tym 38 monografii oraz 210 artykułów publicystycznych i popularnonaukowych, promotorem 25 doktoratów i opiekunem 5 przewodów habilitacyjnych.
Osiągnięcia naukowe Henryka Rafalskiego obejmują opracowanie matematycznego modelu zależności między koncentracją białka w diecie a jego wykorzystaniem do celów budulcowych organizmu, wykazanie wpływu proporcji białka, tłuszczu i węglowodanów w diecie na gospodarkę lipidów i azotu w organizmie oraz wykazanie skuteczności wzbogacania w żelazo wybranych produktów dla kobiet i dzieci. Badania związku między stanem zdrowia a warunkami bytowymi i warunkami pracy ludności wiejskiej były również prowadzone na terenach wiejskich w formie nowatorskich obozów naukowo-dydaktycznych przez studentów i kadrę dydaktyczną akademii medycznych.

## Odznaczenia i nagrody
- 1957: Złoty Krzyż Zasługi
- 1964: Krzyż Kawalerski Orderu Odrodzenia Polski
- 1975: Order Sztandaru Pracy II klasy
- 1985: Order Sztandaru Pracy I klasy
- 1997: Krzyż Oficerski Orderu Odrodzenia Polski[11]
- 1954: Odznaka honorowa „Za wzorową pracę w służbie zdrowia”[12]
- 1955: Medal 10-lecia Polski Ludowej[13]
- 1971: Honorowa Odznaka Miasta Łodzi
- 1973: Honorowa Odznaka Województwa Łódzkiego
- 1973: Brązowy Medal „Za zasługi dla obronności kraju”
- 1974: Medal 30-lecia Polski Ludowej
- 1975: Medal Wojskowej Akademii Medycznej w Łodzi
- 1978: Medal Akademii Medycznej w Poznaniu
- 1978: Srebrny Medal „Za zasługi dla obronności kraju”
- 1979: Złota Odznaka Województwa Włocławskiego
- 1981: Honorowa Odznaka Województwa Lubelskiego
- 1981: Medal Pamiątkowy Instytutu Medycyny Pracy i Higieny Wsi w Lublinie
- 1982: Odznaka tytułu honorowego „Zasłużony dla Zdrowia Narodu”
- 1984: Medal 40-lecia Polski Ludowej
- 1985: Zasłużony dla Akademii Medycznej w Łodzi
- 1986: Nagroda Miasta Łodzi
- 1995: Medal Pamiątkowy Srebrny Wojskowej Akademii Medycznej w Łodzi